# Ligne de tramway 466/2
Pour les articles homonymes, voir Ligne 466.
Ne doit pas être confondu avec Ligne de tramway 466/1.
La ligne 466/2, d'après son numéro de tableau horaire, est une ancienne ligne du tramway vicinal de Liège de la Société nationale des chemins de fer vicinaux (SNCV) qui reliait Liège à Blegny entre 1940 et 1955.

## Histoire
1940 : mise en service entre la place Saint-Lambert à Liège et Bellaire.
1941 : prolongement jusqu'à Saive.
1943 : prolongement jusqu'à Barchon.
1947 : prolongement jusqu'à Blegny Station.
En 1948, la ligne est équipée de la signalisation automatique pour les voies uniques entre Jupille-sur-Meuse et Saive.
2 octobre 1955 Suppression, remplacement par une ligne d'autobus sous l'indice 67, le service fret demeure entre Blegny (Trembleur) Mine et la gare de Warsage.

## Infrastructure

### Dépôts et stations
Nom : (gare) : quand le dépôt ou la station est accolé ou proche d'une gare.
Type : D : dépôt , S : station , Sf : si la station sert de gare douanière à la frontière , Sp : si la station est établie dans un bâtiment privé le plus souvent un café ou plus rarement une habitation privée.
| Illustration | Nom             | Type | Commune  | Localisation                | État          | Remarques |
| ------------ | --------------- | ---- | -------- | --------------------------- | ------------- | --------- |
|              | Bressoux (gare) | D    | Bressoux | 50° 38′ 39″ N, 5° 36′ 31″ E | Hors service. |           |

## Exploitation

### Horaires
Tableaux horaires :
- 1940 : 466, numéro partagé avec la ligne 466A Liège - Fouron-le-Comte.
- 606 en 1950[2].